# Guacamole
Guacamole (từ những năm 1980 còn gọi là "guac" ) là món xốt làm từ bơ xay nhuyễn hoặc chế biến dạng salad, có thể kèm theo cà chua, hành tây hay ớt chuông. Món này được chế biến lần đầu tiên bởi người Aztec (nay thuộc Mexico). Đây là đồ ăn kèm thường thấy trong ẩm thực México và Mỹ, được dùng làm xốt chấm hay phụ gia.

## Hình ảnh

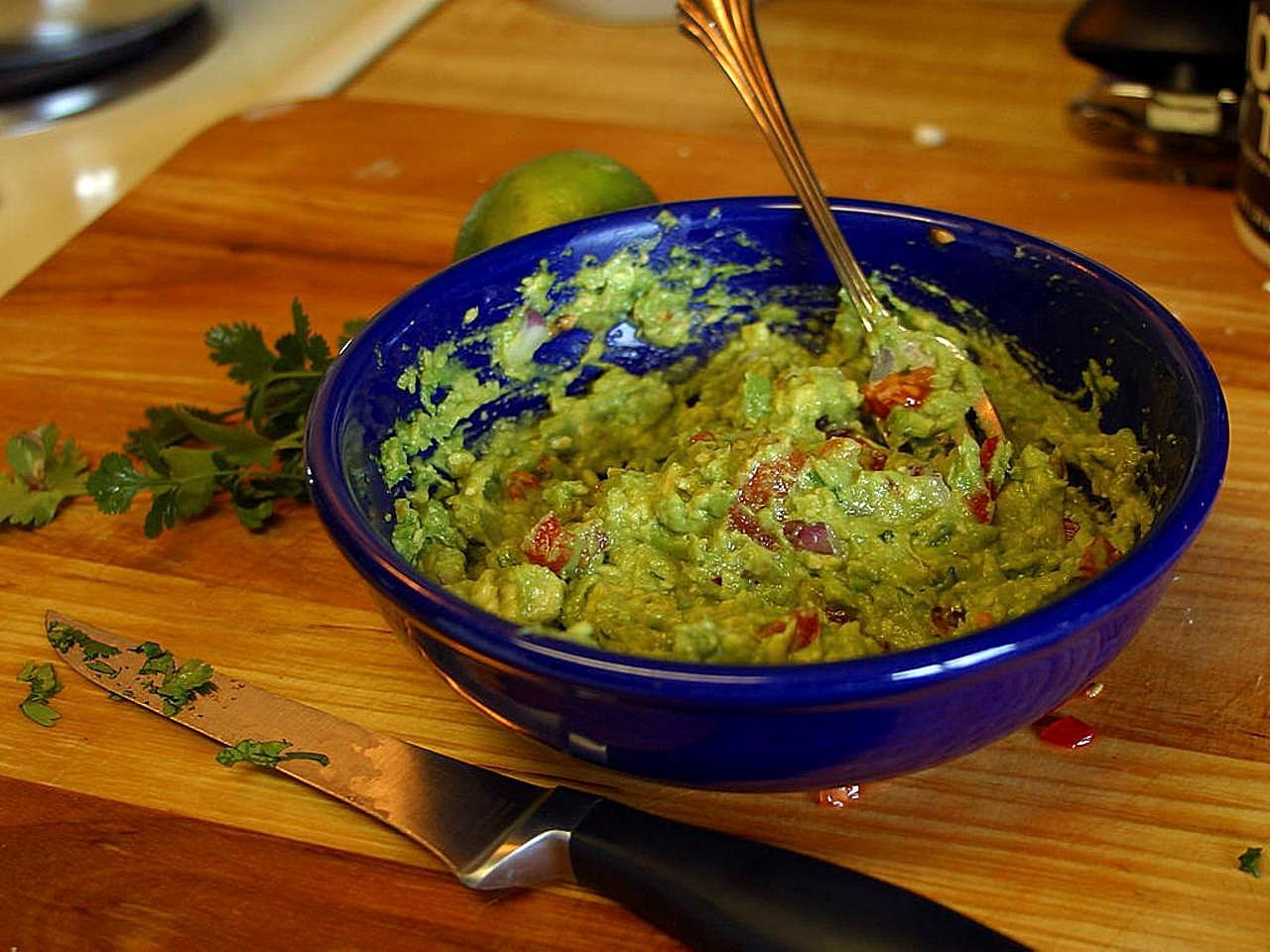
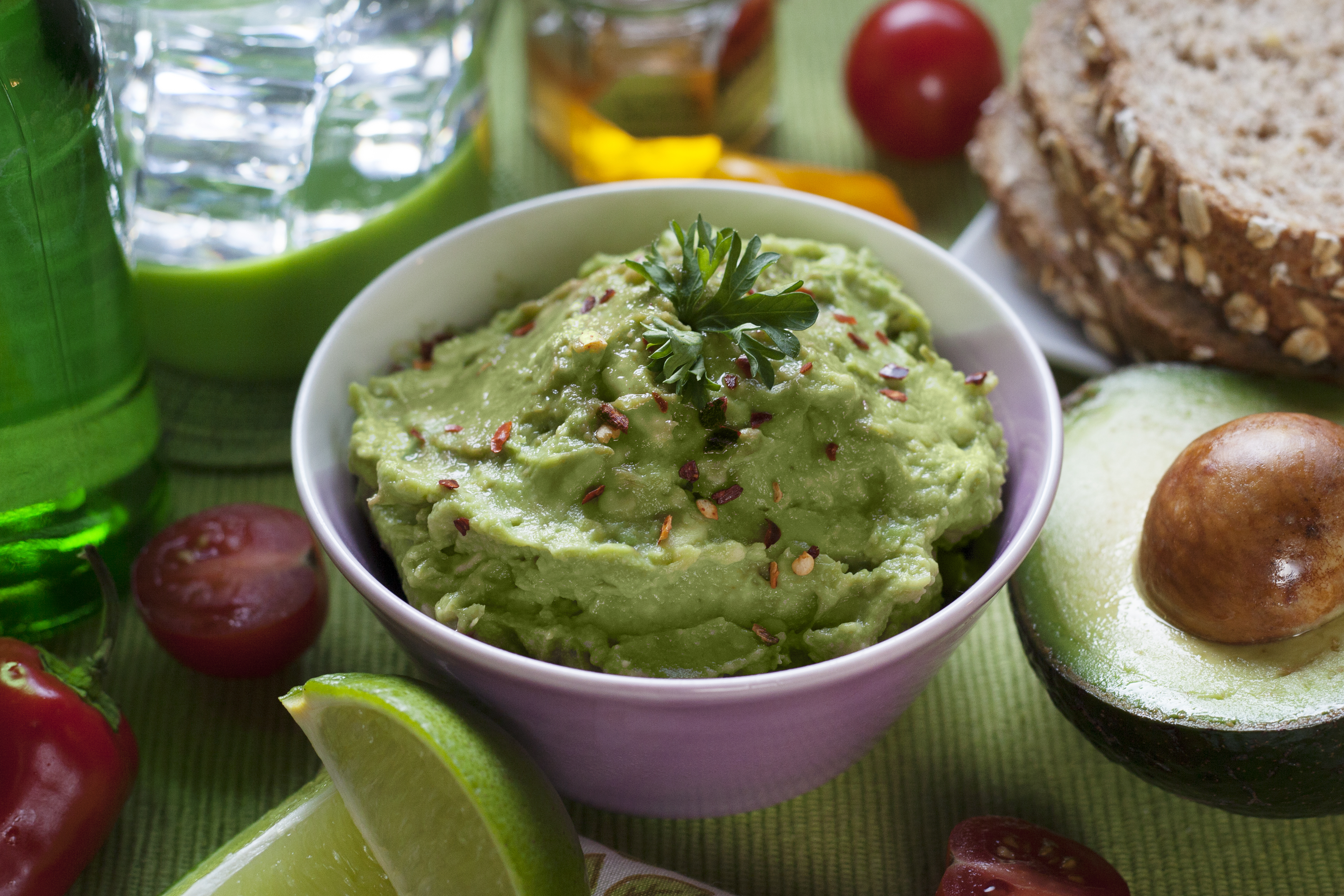
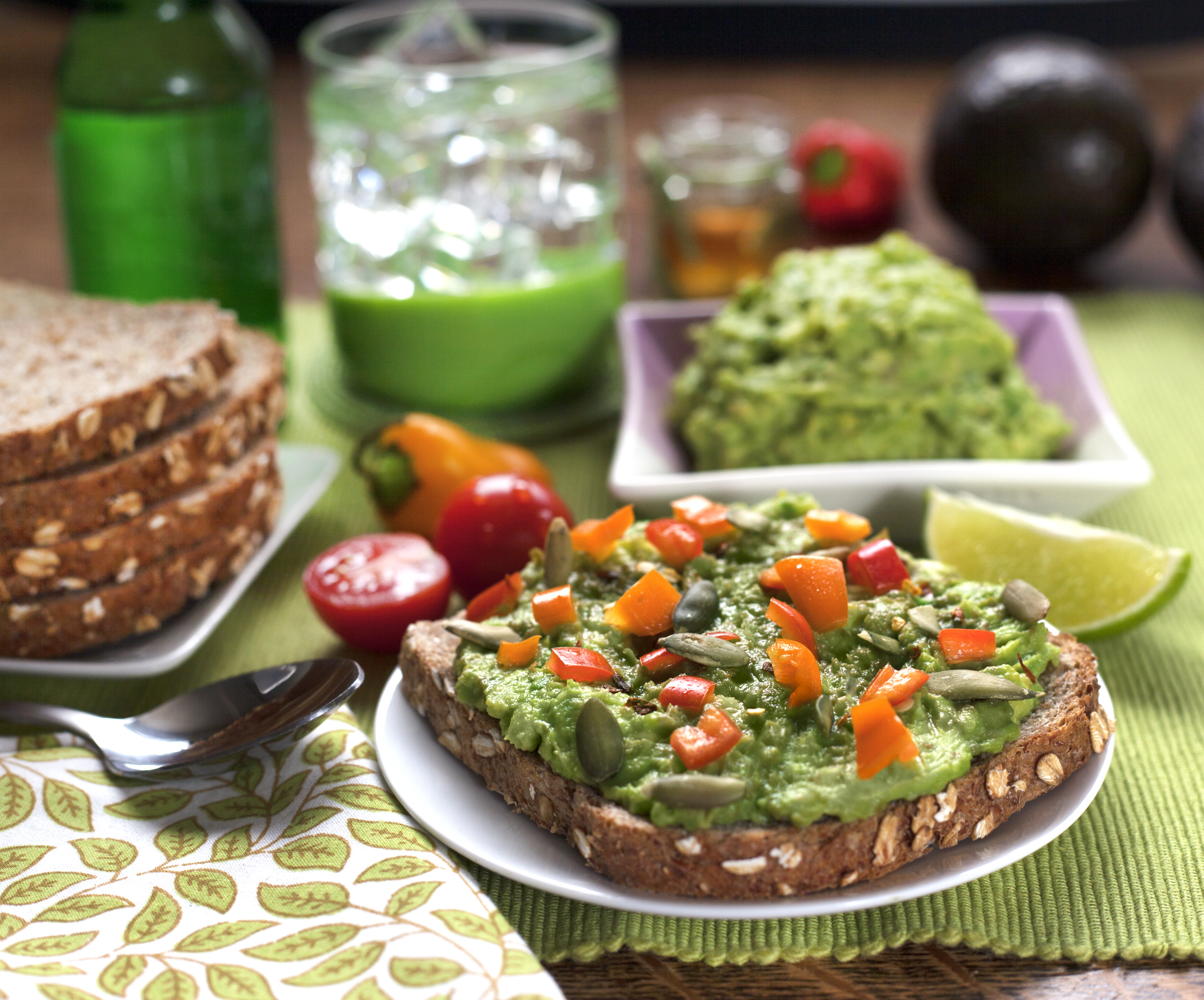